# Zwartkoptenrek
De zwartkoptenrek (Hemicentetes nigriceps)  is een zoogdier uit de familie van de tenreks (Tenrecidae). De wetenschappelijke naam van de soort werd voor het eerst geldig gepubliceerd door Albert Günther in 1875.

## Voorkomen
De soort komt voor in het oosten van het Centraal Hoogland van Madagaskar.